# MAMA Award para Melhor Artista Feminino
O Mnet Asian Music Award para Melhor Artista Feminino (여자 가수상) é um prêmio apresentado anualmente pela CJ E&M Pictures (Mnet).
Foi concedido pela primeira vez na primeira cerimônia do Mnet Asian Music Awards realizada em 1999; Uhm Jung-hwa venceu o prêmio pela sua canção "I Don't Know"; é dado em homenagem a uma artista com a melhor performance na indústria da música coreana.

## Vencedoras e indicadas
| Ano[I]      | Vencedora(s)  | Canção                       | Indicada(s) |
| ----------- | ------------- | ---------------------------- | --- |
| 1999 (1ª)   | Uhm Jung-hwa  | "I Don't Know"               | - Kim Jin-won (김진원) - "Happy Birthday To You" - Lena Park (박정현) - "A Person in My Dream" (몽중인) - Park Ji-yoon (박지윤) - "아무것도 몰라요" - Yangpa (양파) - "아디오" |
| 2000 (2ª)   | Park Ji-yoon  | "Coming of Age Ceremony"     | - Kim Hyun Jung (김현정) - "Are You Really" (너 정말) - Baek Ji-young - "Sad Salsa" - Uhm Jung-hwa - "Cross" - Lee Jung-hyun - "Peace"                                         |
| 2001 (3ª)   | Kim Hyun-jung | "You Who Left"               | - Yangpa - "Special Night" - Uhm Jung-hwa - "Crack" (틈) - J - "The Saddest Words" (가장 슬픈 말) - T - "As Time Goes By" (시간이 흐른 뒤)                                     |
| 2002 (4ª)   | Jang Na-ra    | "Sweet Dream"                | - Kim Hyun-jung - "Knife" (단칼) - BoA - "No.1" - Wax - "Please" (부탁해요) - Lee Soo-young - "La La La"                                                                       |
| 2003 (5ª)   | Lee Soo-young | "Solitary"                   | - Bada - "Music" - BoA - "Atlantis Princess" (아틀란티스 소녀) - Wax - "Relationship" (관계) - Lee Hyori - "10 Minutes"                                                        |
| 2004 (6ª)   | Lee Soo-young | "Whistle to Me"              | - Gummy - "Loss Of Memory" - BoA - "My Name" - Eugene - "Windy" - Jang Na-ra - "Is That True? (그게 정말이니)                                                                  |
| 2005 (7ª)   | BoA           | "Girls on Top"               | - Gummy - "No" (아니) - Lexy - "Tears" (눈물 씻고 화장하고) - Jang Yun-jeong - "Really!" (짠짜라) - Chae Yeon - "Two Of Us" (둘이서)                                           |
| 2006 (8ª)   | Baek Ji-young | "I Won't Love"               | - Bada - "V.I.P" - Park Jung-ah - "Yeah" - Lee Soo-young - "Grace" - Lee Hyori - "Shall We Dance?"                                                                             |
| 2007 (9ª)   | Ivy           | "Sonata of Temptation"       | - Baek Ji-young - "I Only Need One Love" - Yangpa - "Love... What Is It?" - Lee Hyori - "Toc Toc Toc" - Chae Yeon - "My Love"                                                  |
| 2008 (10ª)  | Lee Hyori     | "U-Go-Girl"                  | - Gummy - "I'm Sorry" ft. T.O.P - Seo In-young - "Cinderella" - Uhm Jung-hwa - "Disco" ft. T.O.P - Younha - "Telepathy"                                                        |
| 2009 (11ª)  | Baek Ji-young | "Like Being Hit by a Bullet" | - Bada - "Mad" ft. Untouchable - Son Dam-bi - Saturday Night - Younha - "123" - Chae Yeon - "Shake"                                                                            |
| 2010 (12ª)  | BoA           | "Hurricane Venus"            | - Gummy - "Because You're a Man" - Son Dam-bi - "Queen" - Seo In-young - "Written as Love, Sung as Pain" - Lee Hyori - "Chitty Chitty Bang Bang" (feat. Ceejay)                |
| 2011 (13ª)  | Baek Ji-young | "Ordinary"                   | - Kim Wan-sun - "Super Love" - Seo In-young - "Into The Rhythm" - IU - "Good Day" - G.NA - "Black And White"                                                                   |
| 2012 (14ª)  | IU            | "You and I"                  | - Baek Ji-young - "Voice" - BoA - "Only One" - Ga-in - "Bloom" - G.NA - "2Hot"                                                                                                 |
| 2013 (15ª)  | Lee Hyori     | "Bad Girls"                  | - Ailee - "U&I" - Baek Ji-young - "Hate" - IU - "The Red Shoes" - Sunmi - "24 Hours"                                                                                           |
| 2014 (16th) | IU            | "Friday"                     | - Sunmi - "Full Moon" - Ailee - "Singing Got Better" - Hyuna - "Red" - Hyolyn - "One Way"                                                                                      |

## Prêmios múltiplos para Melhor Artista Feminino
Até 2014, cinco (5) artistas femininos receberam dois ou mais prêmios.
| Artista feminino | Número de prêmios | Primeiro ano premiado | Último ano premiado |
| ---------------- | ----------------- | --------------------- | ------------------- |
| Baek Ji-young    | 3                 | 2006                  | 2011                |
| IU               | 2                 | 2012                  | 2014                |
| Lee Hyori        | 2                 | 2008                  | 2013                |
| BoA              | 2                 | 2005                  | 2010                |
| Lee Soo-young    | 2                 | 2003                  | 2004                |

↑[I]  Cada ano está ligado ao artigo sobre o Mnet Asian Music Awards realizado naquele ano.

## Galeria

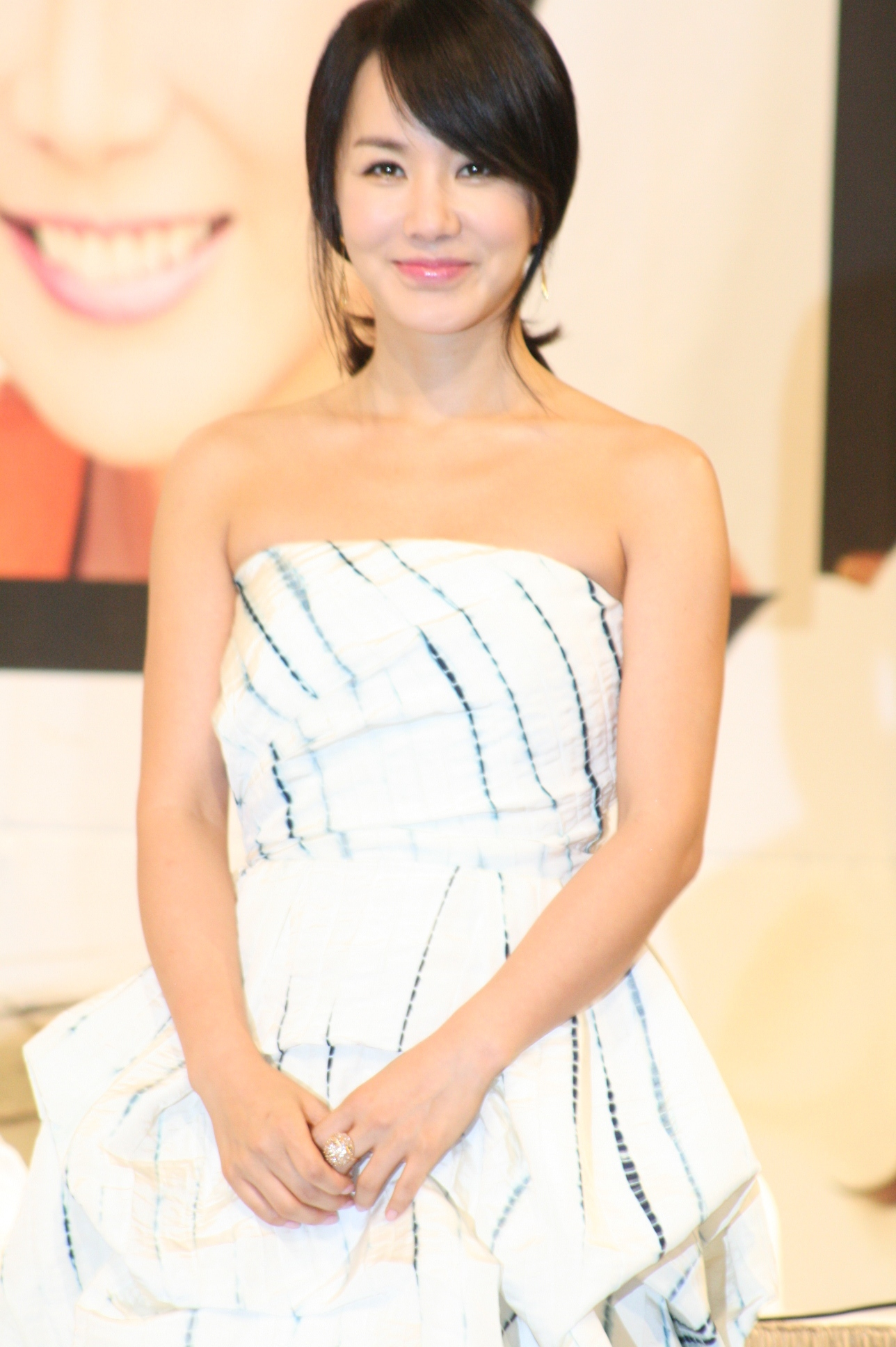
Uhm Jung-hwa, (1999)
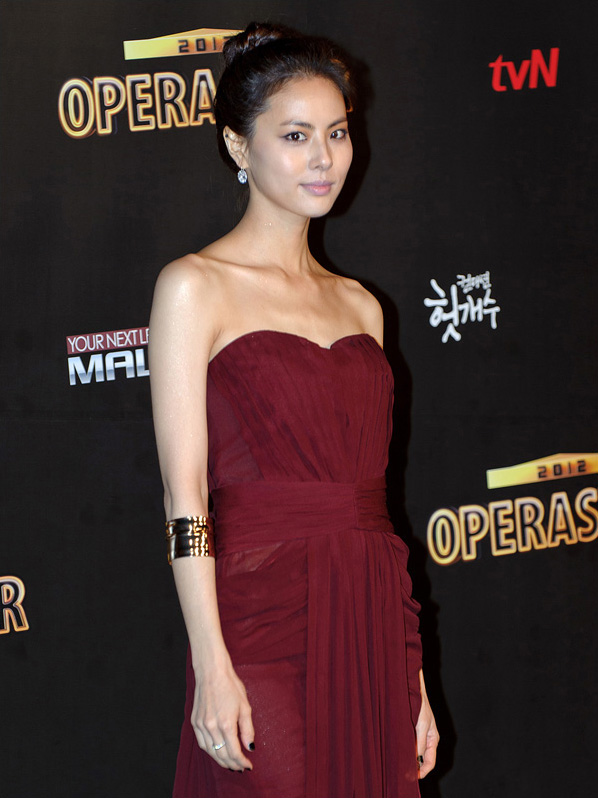
Park Ji-yoon, (2000)
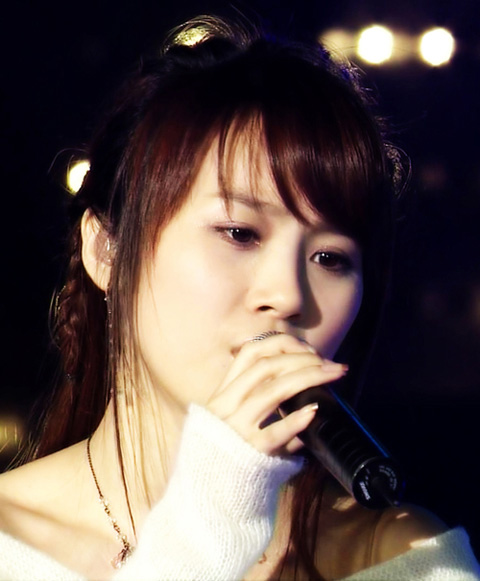
Lee Soo-young, (2003–04)
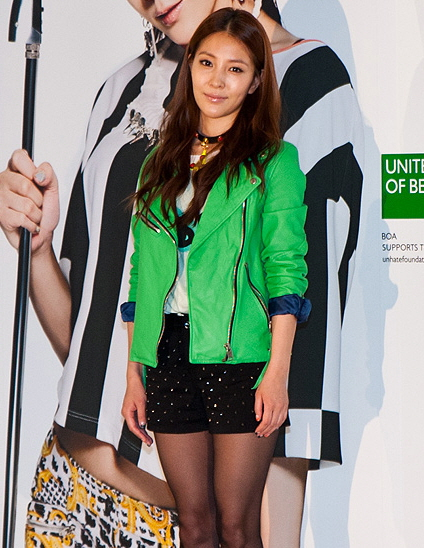
BoA, (2005, 2010)
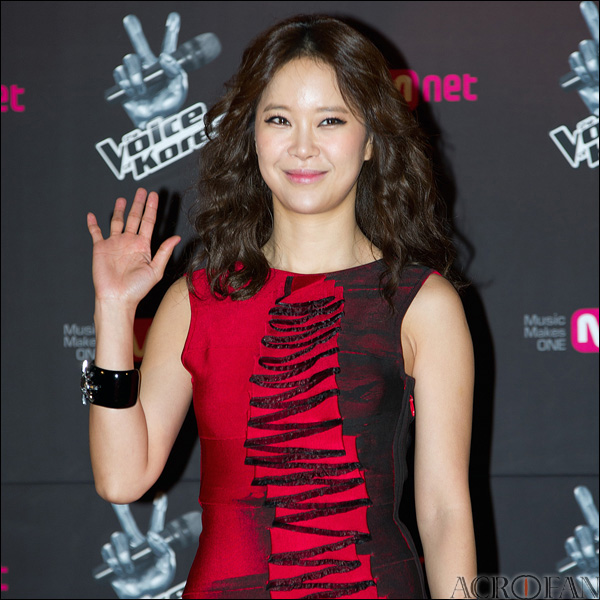
Baek Ji-young, (2006, 2009, 2011)
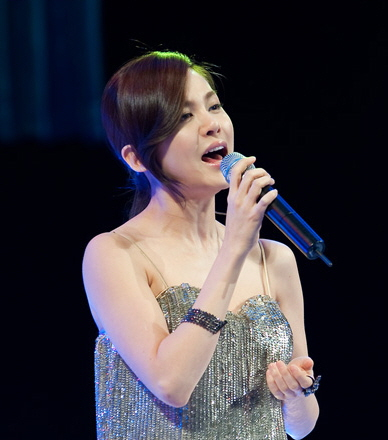
Ivy, (2007)
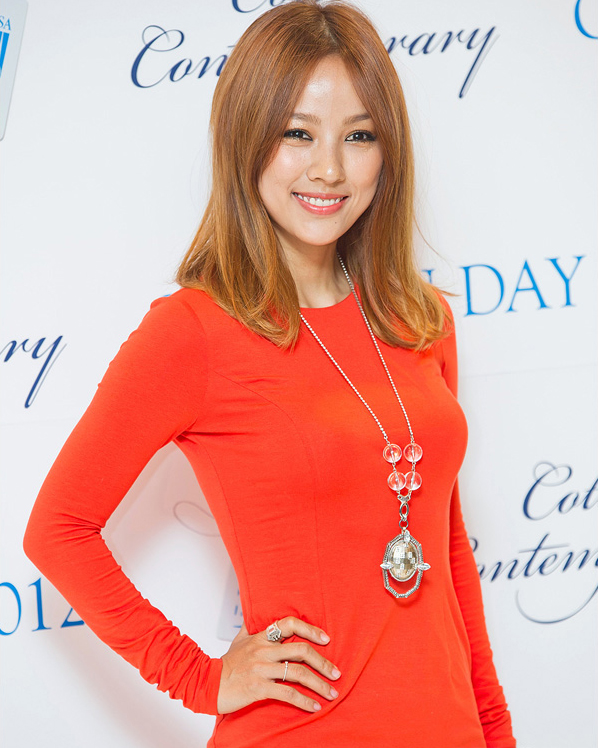
Lee Hyori, (2008, 2013)
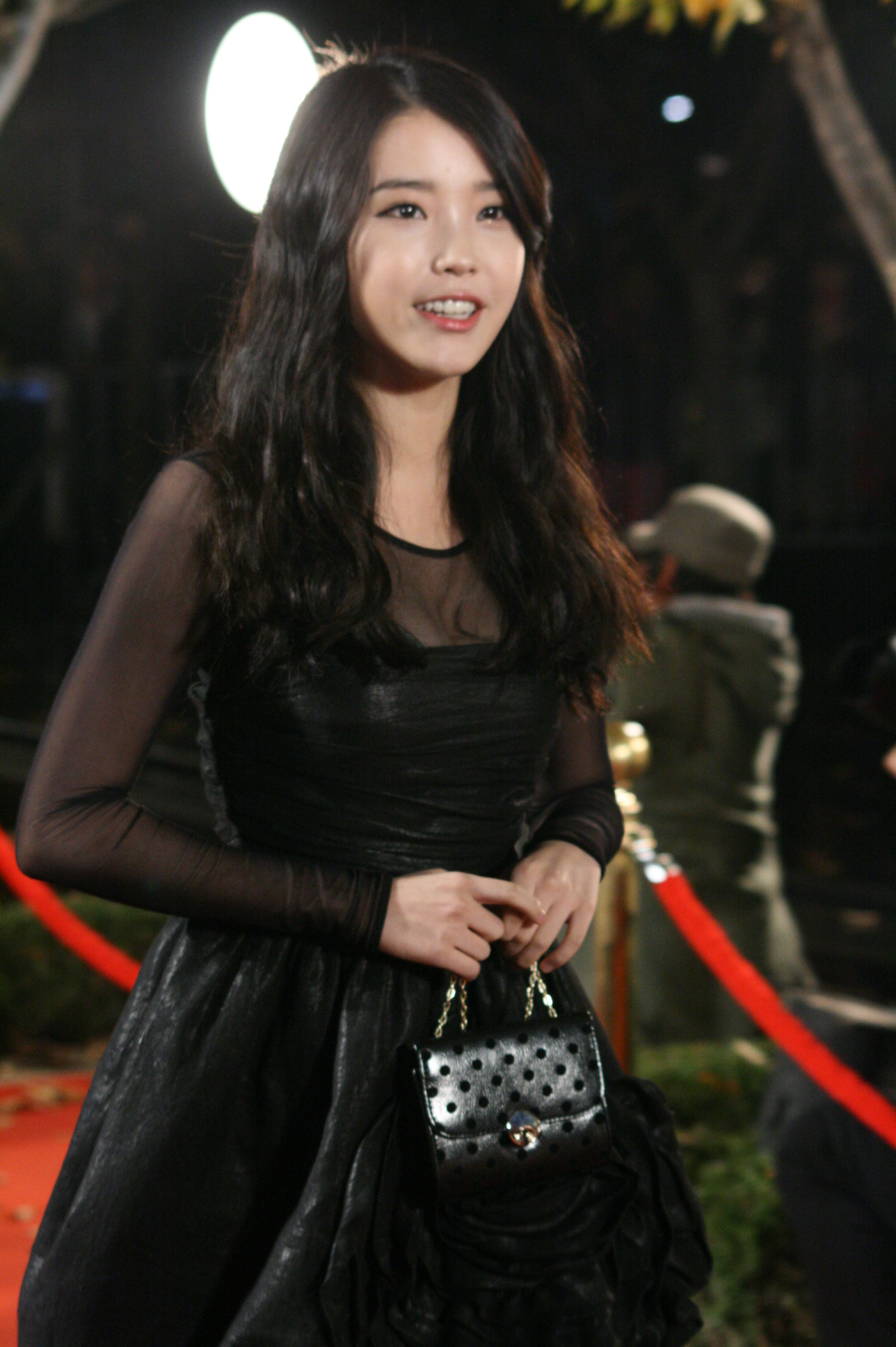
IU, (2012, 2014)